# NGC 2502
NGC 2502是位于船底座的一个星系。NGC 2502呈現寬闊的HI線。

## 距離
NGC 2502相對於宇宙微波背景的速度為1248±14公里/秒，對應的哈伯距離為18.4±1.3Mpc (∼6000萬光年)。NGC 2502由英國天文學家約翰·赫歇爾於1837年發現。
迄今為止，非紅移測量得出的距離約為12,900 Mpc（∼4210 萬光年），超出了哈伯距離值。由於該星系相對較近於本星系群，因此該值可能更接近NGC 2502的實際距離。請注意，NASA/IPAC資料庫是使用獨立測量的平均值（如果存在）來計算星系的直徑。